# 錄製組
錄製組，是指電視的錄製組織，錄製組與字幕組有一定的相連關係。錄製人員通常穿梭於網路論壇之間，把自己錄製的影片放上網路供人下載（多使用P2P的形式）。但是目前專門錄製的人員並不多，錄製的作品較為參次不齊。

## 歷史
錄製行為自從有錄像機面世就已經出現，但以前主要是個人的錄映，儲存介質是錄影帶，要複錄也需要另一捲錄影帶，所以相當麻煩。現時的錄製組是成形於網絡論壇，錄製人員使用錄影設備把當日的電視節目錄下，供不能當日收看之人下載收看，因此受到網友所喜愛。同時由於地方限制，中國大陸的人們無法從電視上收看外地節目或者一些境外節目被封鎖，由此令中國大陸的網友更趨向於上網下載外國電視節目。

## 工作
錄製分為攝錄與壓製兩部分。
- 攝錄：即是通過攝錄器材將外部影片轉換為電腦文件。
- 壓製：把電腦文件作進一步處理（有時會交由字幕組完成）

## 相關
- 網絡論壇
- 字幕組